# Батън Руж
Ба̀тън Руж (на английски: Baton Rouge; на френски: Bâton-Rouge, произнася се близко до Батн руж) е столица на щата Луизиана в САЩ. С население от 224 097 жители (2004 г.) Батън Руж е вторият по население град в щата след Ню Орлиънс. Батън Руж е разположен по протежението на река Мисисипи в Мисисипската низина, в югоизточната част на щата Луизиана. Градът е основан през 1699 година.

## Побратимени градове
- Кордоба, Мексико
- Екс ан Прованс, Франция
- Тайчджун, Тайван
- Малатия, Турция